# Spirale (revue d'art)
Pour les articles homonymes, voir Spirale (homonymie).
Spirale est une revue internationale d'art qui fut éditée de 1953 à 1964 à Berne, sous l'impulsion des artistes Marcel Wyss et Dieter Roth, avec le soutien du poète Eugen Gomringer.

## Format
Le format des numéros 1 à 4 était de 50 sur 35 centimètres. À partir du numéro 5, le format devient carré, de 35 sur 35 centimètres. Le tirage va de 600 à 1500 exemplaires.

## Les livraisons
- no 1, 1953.
- no 2, 1953.
- no 3, 1954. 32 pages.
- no 4, 1954.
- no 5, 1955. Numéro dédié à Josef Albers. 42 pages, 17 illustrations.
- no 6/7, 1958. Le sujet de ce numéro est la poésie et la photographies. Poèmes en italien, portugais et allemand. Photos de Otl Aicher, Marcel Wyss, et Gérard Ifert. 70 pages, 55 illustrations[2].
- no 8, juin 1960. 44 pages. 35 × 35 cm[3].
- no 9, 1964, préface de Karl Gerstner, graphisme de Marcel Wyss.